# V Telescopii
V Telescopii är en variabel stjärna av halvregelbunden typ (SR) i stjärnbilden Kikaren.
Stjärnan har en visuell magnitud som varierar mellan +9,1 och 10,2 med en period av 373 dygn.